# Япет (сутура)

Реконструкція показує зіткнення трьох палеоконтинентів під час каледонського орогенезу приблизно 390 мільйонів років тому. Червона лінія показує, де сутура Япет прямує через сучасну Ірландію та Велику Британію. Авлакоген що прямує через Данію, Польщу та Україну — Транс'європейська сутурна зона.

Сутура Япет — один з декількох великих геологічних розломів, створених зіткненням декількох давніх кратонів, що при цьому утворюють сутуру. Ця сутура частково є залишком океану Япет. Згідно грецької міфології Япет був батьком Атланта, назва є відсиланням на те що Япет був «протоатлантичним океаном». Атлантичний океан відкрився трохи іншою лінією, у крейдяний період, ніж по сутурі Япет, причому деякі спочатку лаврентійські породи залишились у північно-західній Європі а інші, авалонські породи, залишилися у Ньюфаундленді.

## Передмова
Океан Япет був древнім океаном, який існував у Південній півкулі приблизно 600 мільйонів років тому і був межею декількох палеоконтинентів: Лаврентія, Гандерія, Каролінія, Авалонія, і Балтія. Під час Каледонського орогенезу всі три террейни почали зближуватися один з одним повільно зменшуючи акваторію океану через субдукцію океанічної кори. Наприкінці силурійського періоду, приблизно 420 мільйонів років тому, океан зник. Геологічна розломна зона, що виникла через колізію континентів, відома як сутура Япет, названа на честь зниклого океану.
Закриттю Япета передувала складна історія колізій численних мікроконтинентів, вулканічних дуг та задугових басейнів, які були приєднані до Лаврентії і Авалонії між ранніми ордовіком і пізнім силуром. Розуміння однієї сутурної зони у комплексному орогенезі, такому як Аппалачі/Каледонія, не можливо, оскільки існують декілька сутурних зон.

## Канада
Лінія Baie Verte, часів раннього ордовіку, у Квебеці та Ньюфаундленді є межею континентальної окраїни між Лаврентією та Япетом складена з океанічних порід, тоді як лінія GRUB, часів раннього ордовіку, є межею континентальної окраїни  між Япетом та Гандерією. Лінія Ред-Індіан, часів середнього ордовіку, вважається головною зоною сутури Япет — вона відокремлює океанічні породи Лавреантії і Гондвани. Лінія Дог-Бей є молодшою геологічною особливістю в Аппалачах і розмежовує кінцеву сутуру Япета у Ньюфаундленді, і є зоною колізії, часів раннього силуру, між Гандерією та Лаврантією.

## США
Сутура прямує через північно-східні штати Мен, Нью-Гемпшир, Массачусетс і Коннектикут. Род-Айленд лежить на схід від сутури.

## Ірландія
Естуарій річки Шеннон прямує сутурою Япет. Породи Ірландії на північний захід від сутури має генезу з Лаврентії (прото-Північна Америка), а земна кора на південний схід — Авалонії (прото-Європа).

## Острів Мен

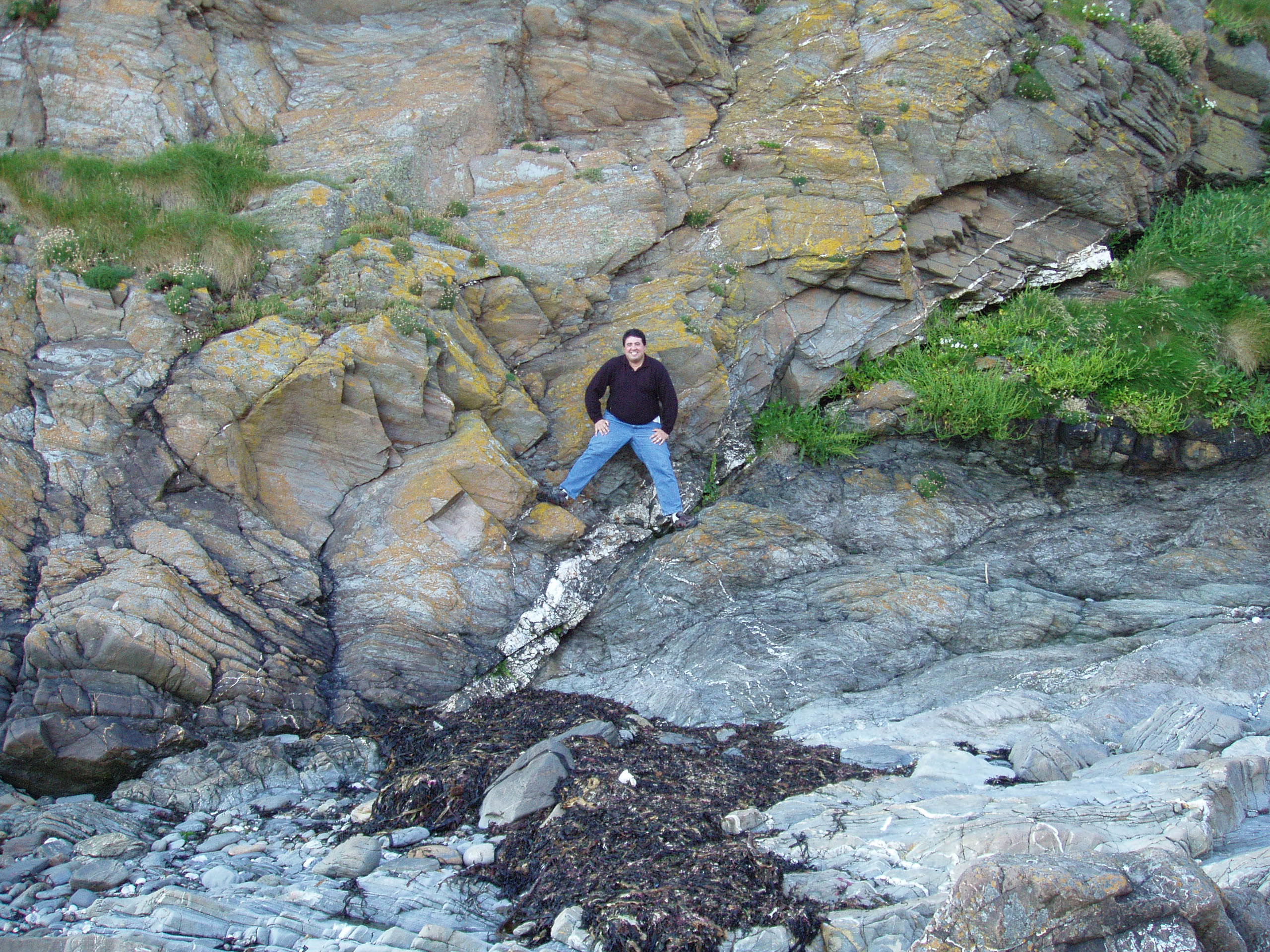
Ніарбильський розлом знаменує собою сутуру Япет на острові Мен. Скелі у верхній і лівій частинах сформувалися в Лаврентії, а скелі внизу та праворуч утворилися у Гондвані

Ніарбільський розлом — відкрита ділянка сутури Япет, що перетинає Ірландське море. Це легко видно в нинішньому Ніарбіль на південно-західному узбережжі острова Мен. Розлом проявляється двома основними групами порід, що межують одна з одною, — Manx Group на південний схід і Dalby Group на північний захід. Ніарбільський розлом свідчить про зіткнення двох палеоконтинентів: Авалонії, на підмурівку якої знаходиться сьогоднішня Англія, і Лаврентія, що містить як сучасну Північну Америку, так і Шотландію.
Розлом видно неподалік від спуску на узбережжя від Ніарбильської кав'ярні і Центру для відвідувачів у Ніарбилі.

## Велика Британія
Каледонський орогенез об'єднав північну і південну частини сучасної Великої Британії. Сутура Япет прямує від Солвей-Ферт до Ліндісфарн